# Subdivision orographique internationale unifiée du système alpin
La Subdivision orographique internationale unifiée du système alpin ou SOIUSA ((it) Suddivisione Orografica Internazionale Unificata del Sistema Alpino) est une des classifications systématiques des massifs alpins.

## Histoire
Le projet débuta au début des années 1980. Les diverses subdivisions des Alpes n'étaient pas toujours inspirées de critères uniformes et étaient parfois en contradictions les unes avec les autres. La « Partition des Alpes » toujours utilisée fut élaborée en 1924 sous le régime fasciste, lors du IX congrès géographique italien de Gênes. Elle fut adoptée en 1926 et était considérée comme trop italo-centrée. En partant de ce constat, Sergio Marazzi songea à une tentative de normalisation des diverses subdivisions alpines nationales en une unique classification européenne.
Le cartographe suisse Eduard Imhof le soutint dans sa démarche. Il fut encouragé, dès le début, par les Clubs Alpin Suisse et Italiens et l'UIAA. Les premiers résultats concrets apparurent en 2001 et furent suivis par d'autres articles jusqu’à la publication de l’Atlas orographique des Alpes, SOIUSA en 2005.
En opposition avec la Partition des Alpes la SOIUSA considère la chaîne de montagne non comme une frontière mais comme un système européen où les divers peuples et diverses langues entrent en étroite relation.

## Concept et structure

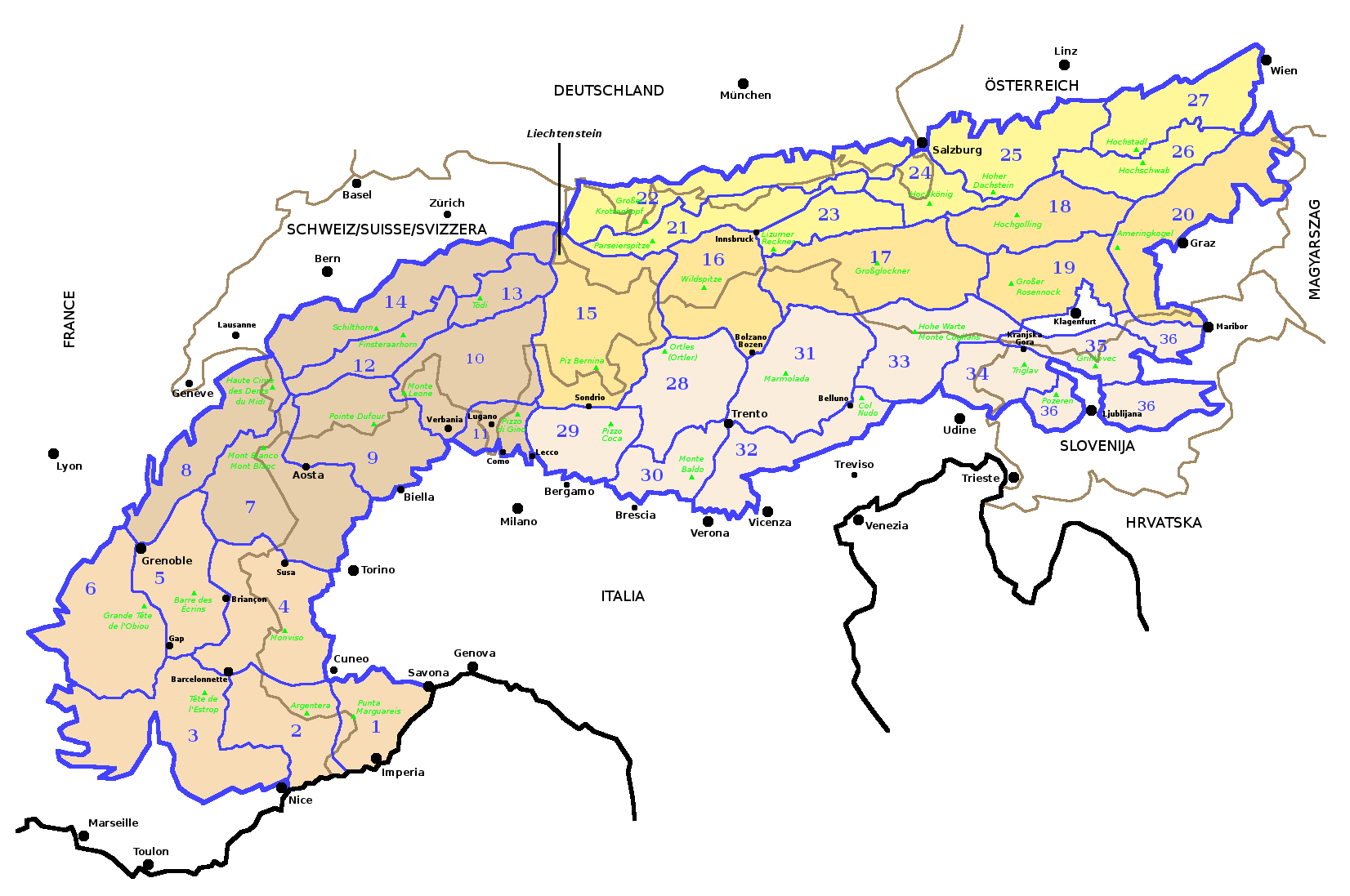
Carte de la SOIUSA

L'intention de la SOIUSA est de normaliser les diverses subdivisions alpines nationales afin d'aboutir à un résultat acceptable par l'ensemble des pays de l'arc alpin. Ce travail permit d'unifier les Alpes occidentales françaises et italiennes, les Alpes centrales suisses et les Alpes orientales italiennes, autrichiennes, allemandes et slovènes.
Au XIXe siècle, la plupart des géologues renoncèrent au découpage ternaire des Alpes (occidentales, centrales et orientales) adopté par des géographes comme Émile Levasseur en 1848 en France, au profit d'un découpage binaire de deux entités macro-géographiques. En tenant compte des aspects géomorphologiques et hydrologiques, mais aussi des fondements géologiques et phytogéographiques des Alpes, le nouveau découpage binaire remplaça la traditionnelle « Partition des Alpes » fondée sur un découpage du massif en Alpes en occidentales, centrales et orientales qui était alors en vigueur en Italie et en France mais qui n'était pas utilisé en Allemagne ni en Autriche. Émile Haug attribua à M.E von Mojsisovics et Debarbieux ce changement de paradigme.
Les regroupements du relief alpin sont classés d'abord en deux grands ensembles : les Alpes occidentales et les Alpes orientales. Ces ensembles sont subdivisés hiérarchiquement en 36 sections, 132 sous-sections et 333 super-groupes, 870 groupes et 1625 sous-groupes. L'organisation procède d'inclusions successives, où les « groupes » sont équivalents aux massifs.

### Regroupements de niveau supérieur
Les regroupements de niveau supérieur sont fractionnés selon un critère morphologico-altimétrique en tenant compte des régions historiques et géographiques alpines.
Les deux grandes « parties » sont les alpes occidentales et les Alpes orientales.
La « partie occidentale » est divisée en un secteur du nord-sud, les Alpes sud-occidentales, et un secteur au nord-est, les Alpes nord-occidentales. La « partie orientale » est divisée en trois secteurs. D'ouest en est, ils sont les Alpes centre-orientales, les Alpes nord-orientales et les Alpes sud-orientales. Enfin, chacun de ces secteurs est divisé en 36 sections elles-mêmes subdivisées en 132 sous-sections.

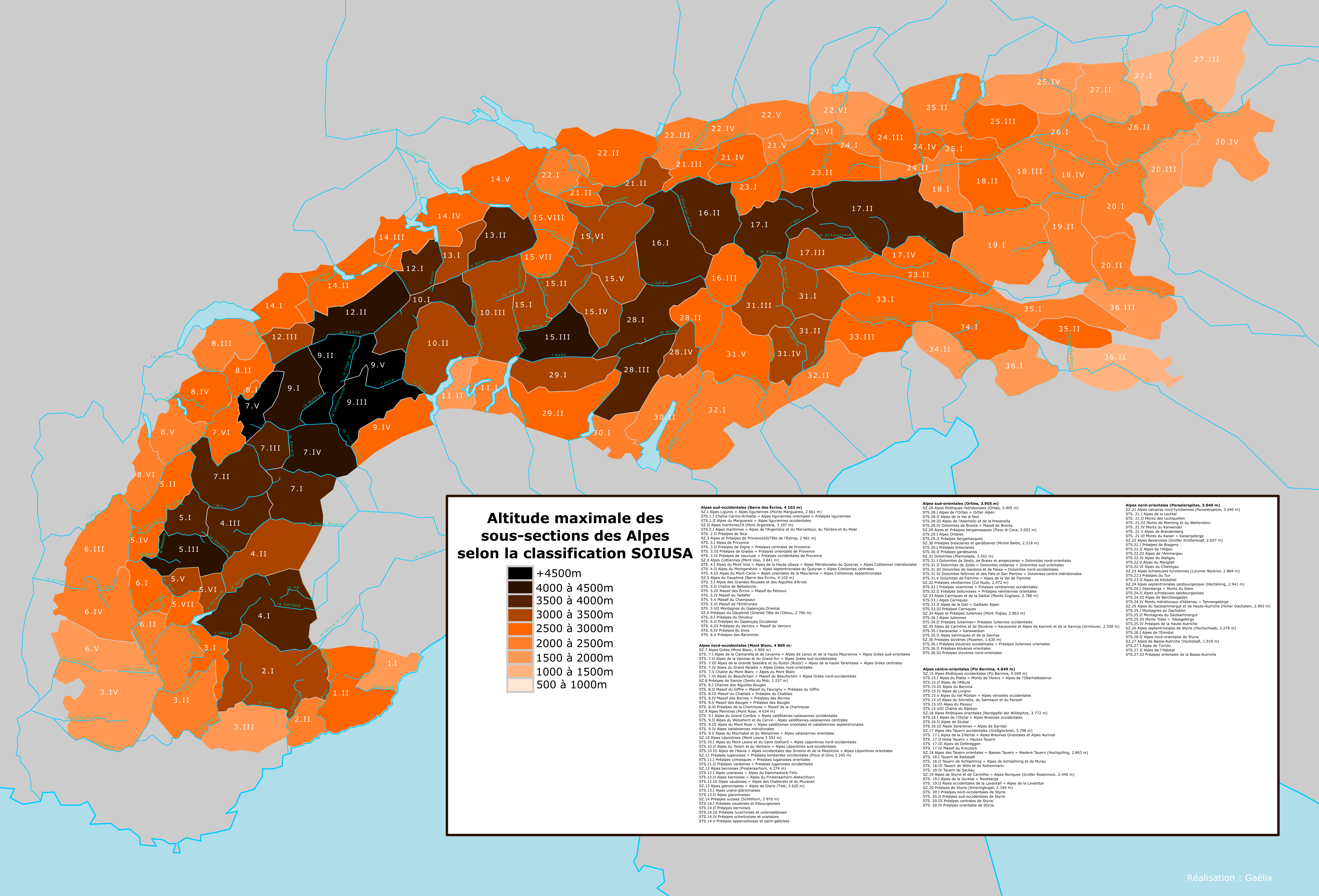
Les Alpes selon la classification par sous-sections

### Groupements de niveau inférieur

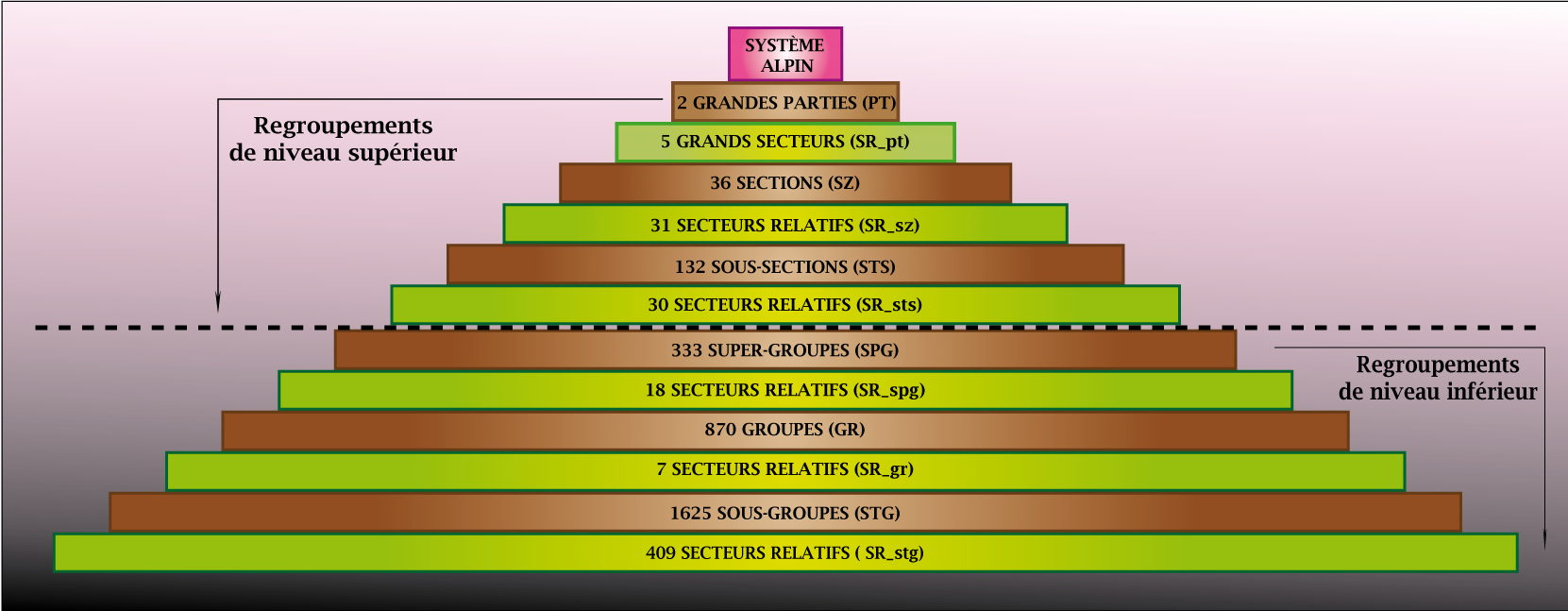
Pyramide de la SOIUSA

Les groupements de niveaux inférieurs sont subdivisés selon un critère alpinistique[Lequel ?] en 333 super-groupes, 870 groupes et 1625 sous-groupes.
Les délimitations des chaînes et des massifs de montagnes ne font pas toujours l'unanimité « Chaque subdivision orographique même si elle obtient l'approbation de certains géographes est normalement contestée par d'autres ». En conséquence, il existe également des secteurs relatifs intermédiaires aux groupements précédents.

### Dénominations
Les noms du regroupements de niveau supérieur (grands secteurs, sections et sous-sections) sont donnés dans les quatre langues le plus parlées dans les Alpes (allemand, français, italien, slovène) et en anglais ; par contre les groupements de niveau inférieur ont seulement leur dénomination dans les langues des pays concernées.
exemple : la sous-section Alpes du Mont Cenis (STS.4.III) est aussi nommée Nördliche Cottishche Alpen (de), Northern Cottian Alps (en), Alpi del Moncenisio (it) et Severne Kotijske Alpe (sl) ; mais le groupe d'Ambin, qui se situe sur la frontière entre la France et l'Italie, n'est nommé qu'en français et en italien (gruppo d'Ambin).

### Aspects orographiques

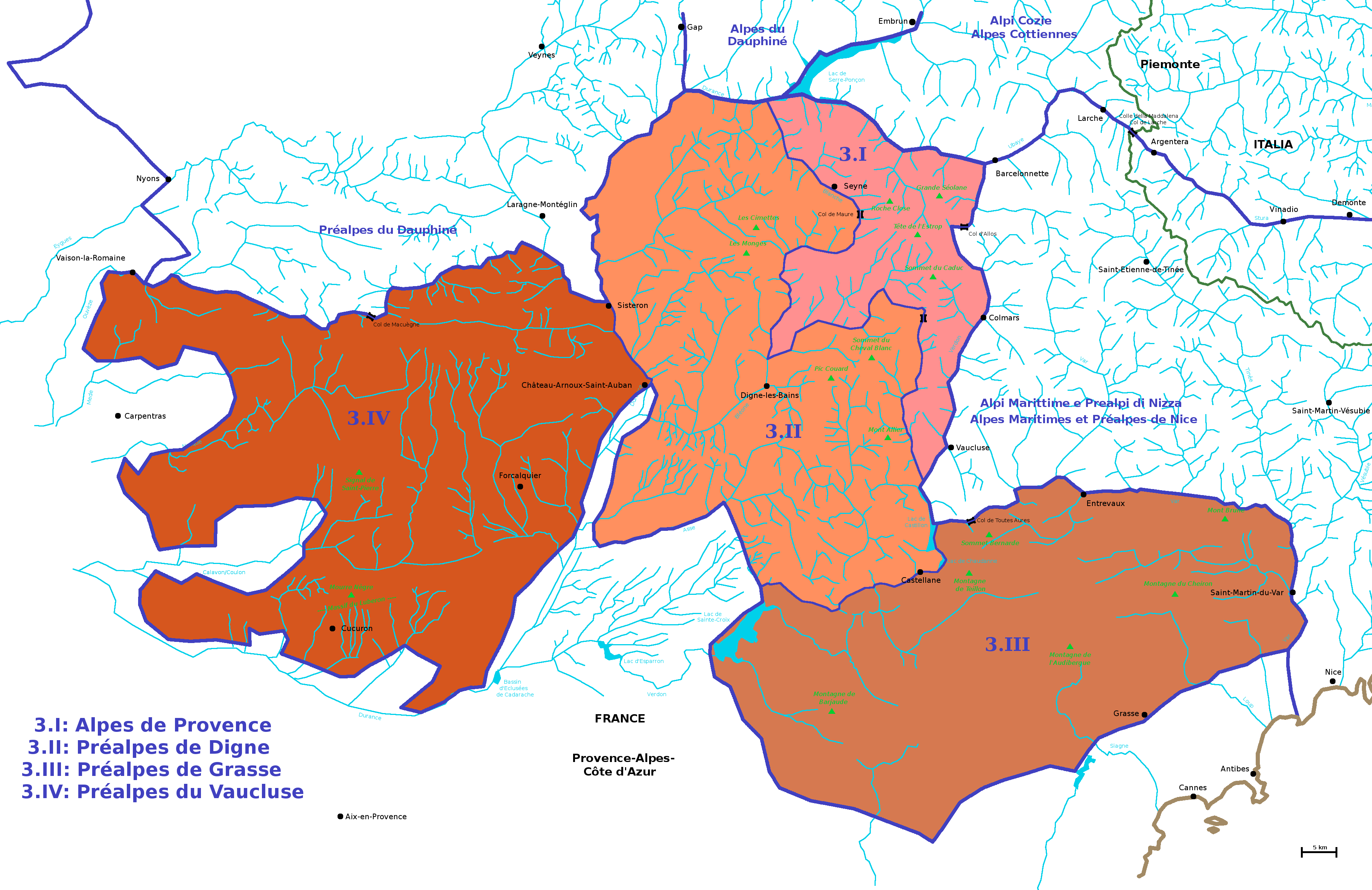
Alpes de Provence, Préalpes centrales de Provence et les Préalpes orientales de Provence.

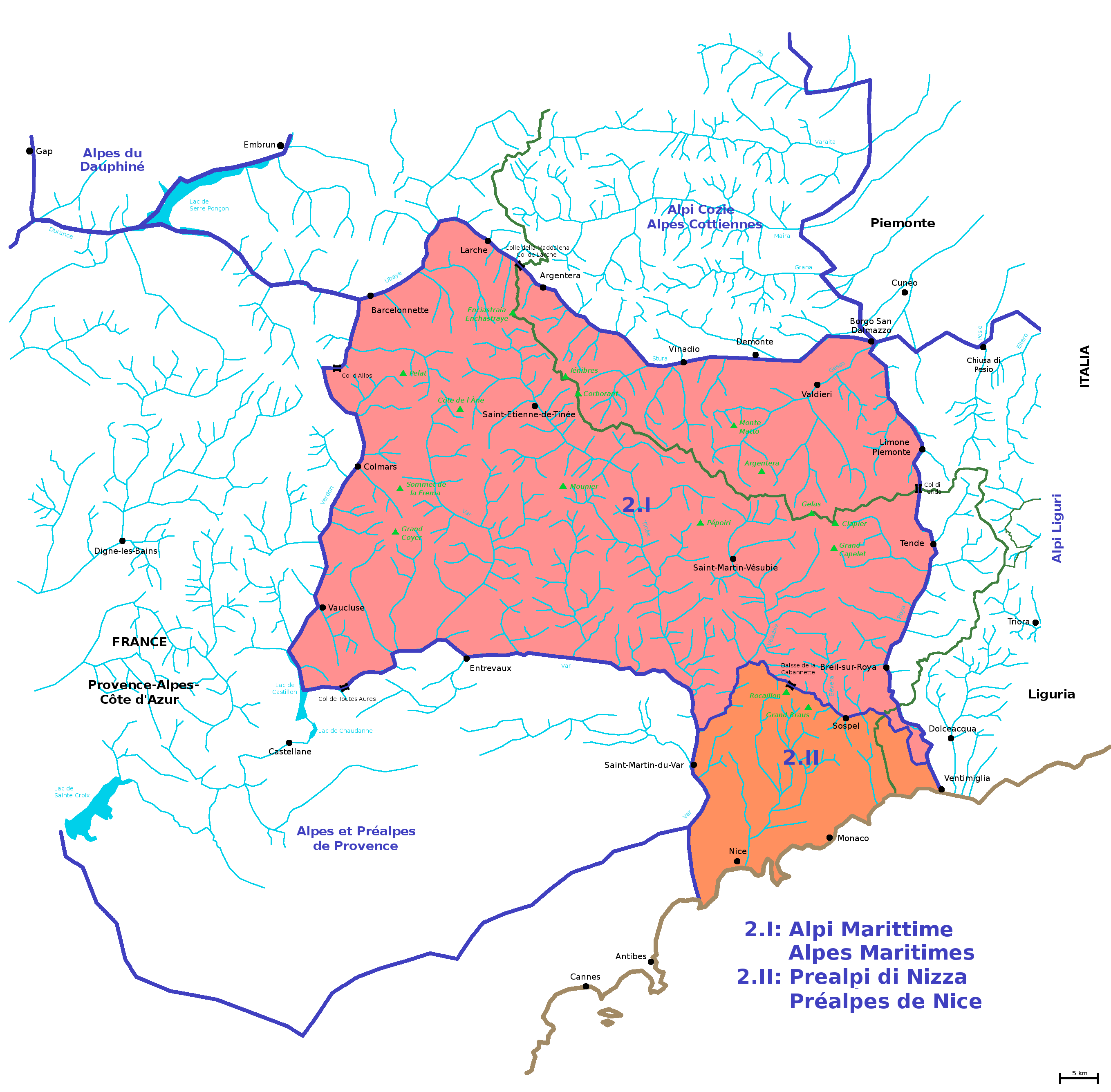
Alpes maritimes et Préalpes de Nice.

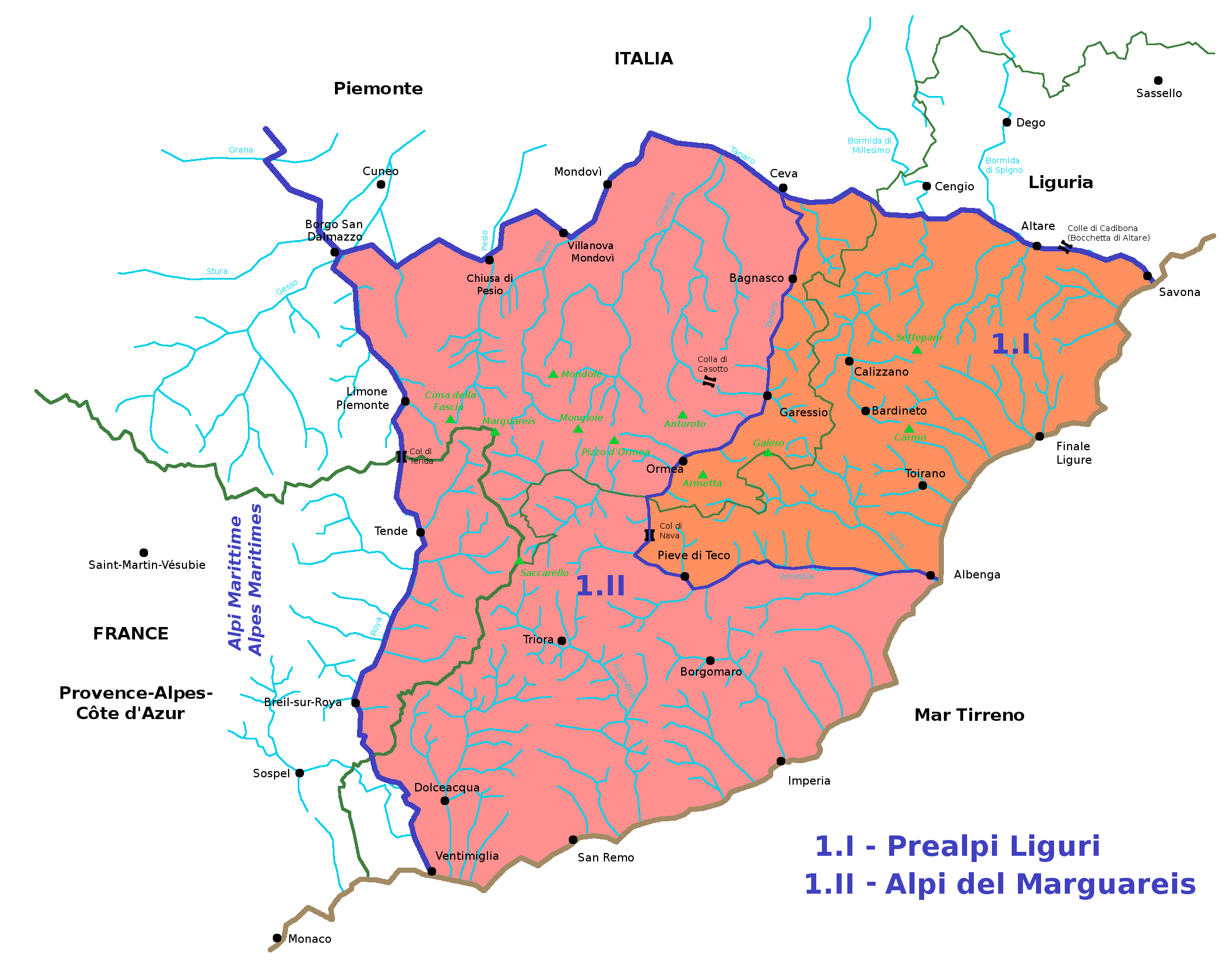
Préalpes Liguri et Alpes Marguareis

L’orographie des Alpes s'articule essentiellement le long de la chaîne principale comprise entre le col de Cadibone ou d'Altare en Italie, lieu où les Alpes se détachent des Apennins, et du col Godovič en Slovénie, où les Alpes se prolongent dans le système dinarique et de nombreuses chaînes secondaires. Celles-ci se détachent elles-mêmes et donnent à leur tour naissance à de nombreuses autres ramifications.
La principale ligne de partage des eaux retenue par la SOIUSA, suit la structure primaire des Alpes ligures (ou liguriennes), maritimes, Cottiennes, Grées, Pennines, Lépontines, Rhétiques occidentales, Rhétiques orientales, des Tauern occidentales, marginalement la partie nord-orientale des Dolomites et enfin, les Alpes carniques, juliennes ainsi que les Préalpes slovènes occidentales.
Les chaînes secondaires plus importantes, originaires de la principale ligne de partage des eaux, forment les Alpes de Provence, Préalpes centrales de Provence et les Préalpes orientales de Provence entre le col d'Allos et du col de Toutes Aures.
- du col du Galibier, les Alpes du Dauphiné, d'où, du col Bayard, naissent les Préalpes du Dauphiné et successivement, du col de Macuègne, les Préalpes occidentales de Provence ;
- du col des Montets et du col de Megève les Préalpes de Savoie ;
- des cols de la Furka et de l’Oberalp les Alpes bernoises et glaronnaises, desquelles se détachent, de 15 cols (compris entre le col de la Croix et le col de Sargans), les diverses dorsales des Préalpes suisses ;
- du col Lunghin (au nord-ouest du col de la Maloja) commence la chaîne secondaire qui forme l’ossature du vaste secteur septentrional des Alpes Rhétiques occidentales (Alpes de l’Albula et du Plessur, chaîne Silvretta-Samnaun-Ferwall et Rätikon. De cette chaîne secondaire, près du col de l’Arlberg, se détachent les chaînes des Alpes calcaires nord-tyroliennes occidentales et centrales et de celles-ci plus au nord, à partir de six cols bien distincts (entre le Fascinajoch et le col de Riedenberger - Wiessen), les dorsales des Alpes bavaroises occidentales et centrales ;
- du Tuxer Joch et du Gerlospaß naissent les Alpes schisteuses tyroliennes, desquelles au col de Ellmau est originaire la dorsale du Kaisergebirge, appartenant aux Alpes calcaires nord-tyroliennes orientales, et, plus au nord, les cols du Durchholzen et du Waidring prennent forme les Alpes bavaroises orientales, tandis qu'aux cols de Hochfilzen et de Maishofen débutent les Alpes salsbourgeoises occidentales ;
- du Murtörl se détache la longue chaîne des Tauern orientales, laquelle, vers le nord, au col de Wagrain donne naissance aux Alpes salsbourgeoises orientales ainsi qu'aux Alpes occidentales du Salzkammergut et de Haute-Autriche, tandis que, vers le nord-est, au Schoberpaß commence les Alpes septentrionales de Styrie. De ces dernières se dessinent vers le nord-ouest, à travers le Pyhrnpaß et le Kreuzauer Sattel, les Alpes orientales du Salzkammergut et de la Haute-Autriche. Vers le nord, se dressent, à travers quatre cols (entre le col de Keertal et le col de Sebastianbach), les dorsales des Alpes de la Basse-Autriche et enfin vers le sud-est, au col du Semmering, les Préalpes orientales de Styrie ;
- du Katschbergpaß débute une autre chaîne avec les Alpes de Styrie et Carinthie et du col de Obdach les Préalpes occidentales de Styrie ;
- du Pas de Radece commencent les Alpes de Carinthie et de Slovénie, d'où naissent, au col de Reht, les Préalpes slovènes nord-orientales et au col de (Kozjak) Cirkuše les Préalpes slovènes orientales ;
- en repartant du sud, au col de San Iorio, des Alpes Lépontines se détachent les Préalpes luganoises ;
- du Pas du Stelvio se forment les Alpes Rhétiques méridionales, desquelles se détachent au Pas de l’Aprica, les Alpes et Préalpes bergamasques et, au-delà du Pas de Croce Domini et des cols de Bondo et de Narano, les Préalpes brescianes et gardésanes ;
- au-delà du col de Dobbiaco se dressent les Dolomites orientales et du Pas de Campolongo les Dolomites occidentales. Enfin, plus au sud, des cols de Pergine, d'Arten et du Pas de S. Osvaldo, les Préalpes vénitiennes.

### Territoires concernés par la SOIUSA
Ainsi, les Alpes, situées au centre du continent européen, occupent géographiquement et politiquement les territoires de 9 pays sur près de 180 000 km2 :

## Comparaison avec la «Partizione delle Alpi»
Elles s'articulent sur 16 points :
1. substitution du concept de tripartition des Alpes (3 parties : Alpes occidentales, centrales et orientales) avec celle, plus rationnelle de bipartition alpine (2 parties : Alpes occidentales et orientales) pour aboutir à l’unification de la Partition des Alpes avec la subdivision des Alpes orientales selon les clubs alpins austro-allemands (Alpenvereinseinteilung der Ostalpen) et obtenir une subdivision internationale des Alpes au niveau européen, acceptable dans tous les pays de l’arc alpin  ;
2. introduction de 2 secteurs des Alpes occidentales (Alpes sud-occidentales et nord-orientales) en analogie avec les trois secteurs des Alpes orientales (Alpes nord-orientales, centre-orientales et sud-orientales), présents dans la littérature austro-allemande et applicables aussi en Italie  ;
3. scission de la traditionnelle section des Alpes maritimes en 2 nouvelles sections alpines, Alpes ligures (liguriennes) et Alpes maritimes, correspondant respectivement aux massifs traditionnels  ;
4. exclusion de la partie méridionale de la section des Préalpes de Provence (Chaînons de "Basse Provence" ou Chaînons provençaux), qui, selon les œuvres de Raoul Blanchard, ne font pas partie du système alpin ;
5. fusion de la partie restante des Préalpes de Provence avec la section des Alpes de Provence, qui contient déjà des aires préalpines (Préalpes de Digne), dans une nouvelle section unique des Alpes et Préalpes de Provence, incluant aussi les monts du Vaucluse, de Lure et du Luberon, qui, selon la littérature géographique française, n'appartiennent pas aux Préalpes du Dauphiné, mais à celles de Provence, étant de fait dans cette région  ;
6. exclusion de certaines aires septentrionales de la section des Préalpes suisses, n'appartenant pas géographiquement au système alpin, mais au plateau suisse ("Schweizer Mittelland") conformément à la littérature géographique suisse  ;
7. scission de la section des Préalpes lombardes en 3 nouvelles sections (Préalpes lombardes occidentales, centrales et orientales : conséquence de leur situation dans la nouvelle bipartition alpine  ;
8. scission de la section des Alpes Rhétiques en 3 nouvelles sections (Alpes Rhétiques occidentales, orientales et méridionales), conséquence directe de leur position dans les nouveaux secteurs des Alpes orientales, prévue dans l'actuelle littérature austro-allemande  ;
9. abolition de la section des Alpes noriques, dont la dénomination est de fait dépassée dans l'actuelle littérature autrichienne (elle était partiellement utilisée voici quelques dizaines d'années avec le nom de "Norische Alpen" pour définir seulement l'actuelle aire des "Gurktaler und Westliche Lavanttaler Alpen") et sa scission en trois nouvelles sections alpines (Alpes des Tauern occidentales, Alpes des Tauern orientales et Alpes de Styrie et Carinthie), excluant les Alpes de Tux, désormais insérées dans les Alpes schisteuses tyroliennes ("Tiroler Schieferalpen"), suivant l’actuelle littérature géographique autrichienne  ;
10. complète restructuration des trois sections traditionnelles des Alpes bavaroises, salsbourgeoises et autrichiennes en 8 nouvelles sections des Alpes nord-orientales, qui reflète l’aspect orographique de ce grand secteur alpin, en accord avec l'actuelle littérature géographique austro-allemande  ;
11. exclusion des Préalpes carniques et Préalpes juliennes de la traditionnelle section des Préalpes vénitiennes et insérées respectivement dans une section des Alpes Carniques et des Alpes Juliennes, avec la notification « au sens large » apposée à leur nom, de telle sorte qu'elles font justement aussi bien partie de leurs Alpes respectives, à proprement parler, que de leurs Préalpes respectives  ;
12. exclusion de la section du Karst, qui, selon l’actuelle littérature géographique slovène, n'appartient pas au système alpin, mais à la région méditerranéenne (Sredozemski svet)  ;
13. institution de la nouvelle section "36" des Préalpes slovènes (Slovenske Predalpe), non nommée dans la traditionnelle "Partition des Alpes", mais existant indéniablement d’après l’actuelle littérature géographique slovène comme "Alpska hribovja" (Alpes au relief collineux)  ;
14. exclusion du secteur sud-oriental de la section des Alpes Juliennes, qui, en accord avec l’actuelle littérature géographique slovène, appartient en partie, au nord, aux Préalpes slovènes occidentales (Zahodne Slovenske Predalpe) et en partie, au sud, à la région dinarique (Dinarski svet)  ;
15. exclusion de la partie préalpine orientale de la section des Alpes Juliennes et de la partie orientale de la section des Karawanke, laquelle, dans l’actuelle littérature géographique slovène, se rattache aux Préalpes slovènes  ;
16. mise en adéquation des limites périphériques du système alpin au contenu de l’actuelle littérature géographique européenne et sur la base de l'actuelle cartographie à l'échelle 1:50.000.

## Les Alpes occidentales
Elles démarrent, en suivant l'arc alpin, au niveau du Col d'Altare (col de Cadibone) dans la province de Savone en Ligurie, là ou les Alpes se détachent des Apennins jusqu'à la ligne lac de Côme-lac de Lecco-col du Splügen-Rhin.
Les Alpes occidentales (PT.I) sont divisées en 2 secteurs :

### Alpes sud-occidentales
Les Alpes sud-occidentales s'étendent du Col d'Altare au col du Mont Cenis, divisées en 6 sections, 23 sous-sections et 46 super-groupes :

### Alpes nord-occidentales
Les Alpes nord-occidentales s'étendent de la ligne Doire ripaire (Vallée de Suze-Col du Mont Cenis-Arc-Isère à la ligne Lac de Côme-Lecco-Pas du Splügen-Rhin, divisées en 8 sections, 32 sous-sections et 89 super-groupes :

## Les Alpes orientales
Les Alpes orientales s'étendent de la ligne Bregenz (lac de Constance)-Rhin-col du Splügen-lac de Côme-Lecco et viennent mourir au pied des villes de Vienne-Sopron-Köszeg-Graz-Maribor et Godovič
Les Alpes orientales (PT.II) sont divisées en 3 secteurs :

### Alpes centre-orientales
Elles sont divisées en 6 sections, 25 sous-sections et 64 super-groupes:

### Alpes nord-orientales
Elles sont divisées en 7 sections, 27 sous-sections et 69 super-groupes:

### Alpes sud-orientales
Elles sont divisées en 9 sections, 25 sous-sections et 65 super-groupes:

## Les subdivisions orographiques nationales des Alpes

### Subdivisions en rapport avec la totalité du territoire alpin
1) la traditionnelle "Partition des Alpes" introduite en Italie en 1926 par le "Comitato Geografico Nazionale" (comité géographique national)
comprenant 3 grandes parties Alpes occidentales, Alpes centrales, Alpes orientales,
26 sections, 112 groupes.
2) la division des Alpes en 220 groupes (basée sur la précédente publiée en 1979 sur le bulletin no 46 de l'association italienne de cartographie)
3) la subdivision des Alpes en massifs ou groupes de montagnes, "Die Einteilung der Alpen in Gebirsgruppen" publiée dans les numéros 11/1979 et 1/1980 dans la revue mensuelle "Bergwelt" de la Bergeverlag Rudolf Rother.
4) la subdivision austro-allemande des Alpes orientales nommée "Moriggl-Einteilung der Ostalpen" Franz Grassler, publiée en 1924 et 1928 (2e édition) articulée en 3 secteurs transversaux Alpes "Nordalpen, Zentralalpen et Südalpen" et 60 groupes, révisée en 1984 avec une mise à jour par les clubs alpins austro-allemands (DAV, ÔAV, AVS) comme Alpenvereinseinteilung der Ostalpen (AVE) en 4 secteurs (Nördliche, Zentrale, Südliche, Westliche Ostalpen) et 75 groupes, coordonnée par Franz Grassler.

### Subdivisions alpines nationales en rapport avec les territoires respectifs
5) la subdivision des Alpes italiennes
(selon les collections de guides de "rifugio a rifugio" et "guida dei monti d'Italia" du Touring Club et du Club Alpin Italien.
12 sections et 60 groupes.
6) la subdivision des Alpes françaises
(selon le Club alpin français et les œuvres de Raoul Blanchard et de Roger Frison-Roche)
4 sections 34 groupes ou massifs:
Préalpes du Nord, Alpes du Nord, Préalpes du Sud, Alpes du Sud
7) la subdivision des Alpes suisses (selon le guide du club Alpin Suisse)
5 régions alpines (Schweizerische Voralpen, Berner Alpen, Walliser Alpen, Zentralschweiser Alpen, Bündner Alpen) et 40 groupes
8) la subdivision des Alpes autrichiennes et allemandes (Aspect géographique du territoire autrichien "Geographische Raumgliederung Österreich" Reinhard Mang en 1984) 3 secteurs (Nordalpen, Zentralalpen et Sûdalpen) 16 sections 231 groupes.
9) la subdivision des Alpes Slovènes
(selon le guide de la Planinska Zveza Slovenije les œuvres de A.Melik et S.Llesic et la "naravnogeografka regionalizacija Slovenije" avec 2 secteurs Alpska visikogorja (hautes montagnes alpines) et Alpska hribovja (Alpes au relief collineux) 7 sections et 44 groupes.

### Cartographie
- Carte touristique de France (Séries orange) 1:50.000 (3038-3841), Institut Géographique National, Paris.
- Carte touristique 1:50.000 (1-26), Didier-Richard, Grenoble.
- Carta topografica d'Italia alla scala 1:50.000 (1-259), Istituto Geografico Militare, Firenze.
- Carte turistiche/Wanderkarten alla scala 1:50.000 (1-641), Kompass-Fleischmann/Leimgruber Arthur & Co., Ora.
- Carte con sentieri e rifugi alla scala 1:50.000 (1-22), Istituto Geografico Centrale, Torino.
- Landeskarten der Schweiz Maßstab 1:50.000 (227-297), Bundesamt für Landestopographie, Wabern.
- Österreichische Karte 1:50.000 (51-213), Bundesamt für Eich- und Vermessungswesen, Wien.
- Topographische Karte 1:50.000 (L 8140-L 8728), Bayerisches Landesvermessungsamt, München.
- Carte sentieri/rifugi 1:50.000 (1-12), Casa Editrice Tabacco, Udine.
- Planiske karte 1:50.000 (3038-3841), Planinska zveza Slovenije, Ljubljana.